# إبراهيم أبو مخ
إبراهيم نايف أبو مخ (26 فبراير 1961-) قيادي في الجبهة الشعبية لتحرير فلسطين، وواحد من 26 أسيرا لا زالوا في سجون الاحتلال الإسرائيلي قبل توقيع اتفاقية أوسلو، وثالث أقدم أسير في العالم.

## نشأته
ولد إبراهيم في مدينة باقة الغربية في منطقة المثلث في الشمال الفلسطيني، وله شقيقة واحدة، فارق والدهما الحياة وهما في سن الطفولة حينما كان إبراهيم في الرابعة من عمره وأخته في الخامسة. وبسبب عدم وجود أقارب لهما، وضع إبراهيم في ملجأ بعكا، وأُرسلت أخته إلى مركز خاص لرعاية الأيتام في بيت لحم، ولم يلتق بها إلا بعد 16 عامًا، وبعدها بعامين تزوجت في مدينة القدس، وعاش إبراهيم في بيت قريب له في باقة الغربية.

## دراسته وكفاحه
واجه إبراهيم صعوبات الحياة وحده نتيجة نشأته في الملجأ، حيث عمل في النجارة ليكمل دراسته الثانوية ويلتحق بالجامعة، وطور عمله حتى امتلك منجرة صغيرة. ومع بدء حياته في السجن عام 1986، فسخ خطوبته، وقال إنه لا يستطيع أن يظلم فتاة مع ظروف حبسه، ثم توجه إلى الدراسة، فالتحق بالجامعة المفتوحة قسم العلوم السياسية وعلم الاجتماع، كما نشط في خدمة رفاقه الأسرى من خلال عمله بالمغسلة لسنوات ومرافق عمل أخرى، وأبدى استعداده لتعليم الأسرى اللغة الإنجليزية والعبرية اللتين يتقنهما.

## الجبهة الشعبية
تكون توجه يساري إلى الأسير أبو مخ قاده إلى الانضمام إلى الجبهة الشعبية، فكان أحد أفراد مجموعة شاركت في تنفيذ عدد من العمليات ضد الاحتلال الإسرائيلي. ومن ضمنها المجموعة التي أُتهمت في حينها بتنفيذ عملية مقتل الجندي الصهيوني (موشي تمام) في مدينة نتانيا في أوائل عام 1985 حيث بقيت تلك العملية غامضة مجهولة المنفذ حتى نجحت أجهزة المخابرات الصهيونية آنذاك بالوصول إلى طرف خيط يقودهم إلى المنفذ ليكون أبو مخ إلى جانب العديد من الأسرى الآخرين على رأس المدبرين والمنفذين لتلك العملية.

## الاعتقال
في 23 مارس/آذار 1986، بينما كان أبو مخ متواجدًا في بيته في الحي الجنوبي بباقة الغربية، وجد نفسه محاصرًا بقوة كبيرة من قوات الإحتلال التي شرعت بتفتيش المنزل ومحيطه قبل أن تضع يدها على العديد من الأسلحة التي يقتنيها أبو مخ ومجموعته والتي تبين لاحقا بأنها استخدمت في تنفيذ العديد من العمليات المسلحة ضد جنود الاحتلال والمستوطنين بالتعاون مع العديد من المقاومين من الداخل ومن سكان الضفة الغربية. فقامت باعتقاله مع ابن عمه رشدي أبو مخ وتبعهم الأسير وليد دقة بعد يومين، مكث أبو مخ في أقبية التحقيق ما لا يقل عن ستة أشهر وتعرض في أثنائها لأنواع من التعذيب بهدف إجباره على الاعتراف بالتهم المنسوبة إليه، وبعد إنتهاء التحقيق صدر حُكم بحقه ورفاقه وليد ورشدي أبو مخ وإبراهيم بيادسة وآخرون مدى الحياة، بعد أن أدينوا بقتل الجندي والانضمام إلى الجبهة الشعبية واتهامهم بتلقي تدريبات عسكرية وتنفيذ العديد من العمليات الأخرى ضد الاحتلال، ثم قضت المحكمة العسكرية في مدينة اللد حكمًا عليه بالسجن المؤبد لمدة 40 سنة. خلال فترة سجنه الطويلة جاب كل سجون الإحتلال ولعب دوراً هاماً في قيادة الحركة الأسيرة وتوحيد مواقفها واشتُهِر بين الأسرى بلقب (رجل المهمات الصعبة). وتنقل بين كل من سجن الجلمة والرملة وبئر السبع وعسقلان وجلبوع ومجدو. راود إبراهيم حلم بناء بيت، فطلب من شقيقته التي تعيش مع أولادها وزوجها في مدينة بيت لحم الإشراف على تصميم بناء يحلم بالعودة إليه بعد الخروج من السجن. وفي عام 2013، وافقت سلطات الاحتلال على إطلاق سراح إبراهيم ووضعت اسمه في الدفعة الرابعة بقائمة الأسرى المحررين بالاتفاق مع السلطة الفلسطينية، ولكن الإحتلال امتنع في الأخير عن تنفيذ الاتفاق.

## معاناة المرض والأسر
في أوائل فبراير من عام 2019، عرف الأسير إبراهيم أبو مخ أنه مصاب بسرطان الدم نوع CLL، وأبلغته طبيبة في مستشفى سوروكا الإسرائيلي بضرورة عدم التعرض لأي نوع من العدوى لعدم قدرة الجسم على المقاومة بسبب ضعف الجهاز المناعي، ونصح طبيب عيادة سجن النقب الصحراوي بإعطاء إبراهيم مجموعة من التطعيمات الخاصة بالرشح والإنفلونزا. ولكن ظروف الأسر القاسية لم تساعد في علاجه، كما أن انتشار أجهزة التشويش وأجهزة الفحص التي يمر بها أبو مخ كل مرة تعد خطيرة للغاية عليه، فقد أخبرته طبيبة المستشفى أن التلوث الإشعاعي والغذائي خطير جدا عليه، ومع ذلك عانى من القسوة في نقله للعلاج، إذ توضع 4 كلبشات (قيود) في يديه ورجليه، وينقل بالبوسطة (عربة من عربات السجن يقيد داخلها) إلى ما يسمى المحطة (معبر) ليبيت ليلته فيها، ثم يقيد تحت حراسه مشددة في طريقه للمستشفى، مع الحرص على ألا يراه أحد وعلى أن يبقى رهن القيود في أثناء الفحص، وأن لا تحرر منه إلا يد واحدة أثناء الفحص.